# مدافن الظهران
مدافن الظهران، موقع أثري يقع في جنوب مدينة الظهران، المملكة العربية السعودية. يضم مستوطنة كبيرة يعود تاريخها إلى الألف الثالث قبل الميلاد، وجوارها حقل مدافن تلالية تحوي 900 مدفن، يخترق الموقع طريق قديم تظهر آثارة بوضوح حيث يتصل الموقع بمستوطنة عين السيح جنوباً ووجود الطريق يدل على أن الموقع محطة على أحد طرق القوافل القديمة المرتبط بمرفأ بحري يعرف بالظهران.

## تاريخ الاكتشاف والتنقيب
اكتشف عالم الآثار بيتر بروس كورنوال الموقع عام 1940م، ونشر دراسته عنه في المجلة الجغرافية الأمريكية عام 1948م، حيث أشار لوجود آثار بناء حجري مدور تعلوه آلاف المدافن التي تعود إلى العصر البرونزي،  وربط  أصحاب هذه المدافن بالدلمونيين، الذين استوطنوا جزيرة البحرين واشتهروا بالتجارة مع السومريين والآشوريين.  توالت بعدها أعمال التنقيب والدراسات، ففي عام 1962م، أجرى عالم الآثار الدنماركي جيوفري بيبي دراسات كشفت عن تشابه حضاري وتزامن تاريخي بين مدافن جنوب الظهران ومدافن البحرين.
في عام 1977م أجرت إدارة الآثار والمتاحف السعودية مسحاً أثرياً شاملاً للمنطقة، في إطار "مشروع مسح الألف الثالث قبل الميلاد"، حيث تم حصر ما يقارب 1500 تلاً مدفنيًا،
ثم أُجريت حفرية إنقاذية عام 1983م بسبب تهديد الزحف العمراني، تم خلالها حصر 900 تلاً وحفر 22 منها، ثم تلتها حفريات أخرى شملت 14 و 9 تلال على التوالي. وقد ركزت هذه الحفريات على دراسة أشكال المدافن واتجاهاتها وأحجامها وجدرانها الدائرية، كما تم ترميم عدد من المدافن كعينات.

## الموقع

### الوصف
يغطي الموقع مساحة تقدر بأبعاد 2×8 كيلومتر. كان سكان المنطقة القدماء يختارون المواقع المرتفعة لدفن موتاهم لتجنب غرقها وانجرافها بفعل السيول. كشفت الحفريات عن أنماط متعددة من المدافن، منها المدافن الجماعية التي قد تضم سبعة عشر مدفنًا، والمدافن الفردية. تتراوح المسافة بين التلال في المناطق الكثيفة من مترين إلى عشرة أمتار، ويبلغ ارتفاعها من نصف متر إلى خمسة أمتار، ويتراوح نصف قطرها من مترين إلى عشرين مترًا، وغالبيتها ما بين أربعة إلى ثمانية أمتار. تتخذ التلال شكل القبة وتكسوها حجارة ملساء تنبت فوقها أعشاب برية. يتكون تصميم المدفن عادة من غرفة مستطيلة تتراوح أبعادها بين 2 و 4 أمتار ويصل ارتفاعها إلى مترين. يُوضع الميت داخل الغرفة ثم يُغطى باب المدفن بالحجارة، ويُغطى المدفن بالكامل بالرمال على شكل تل. توجد أيضًا مدافن أخرى مشابهة مع وجود غرف جانبية تضم بقايا قرابين محروقة، مثل الجمال. تتجه المدافن بشكل عام من الشرق إلى الغرب، مع اختلاف في درجة ميلانها. يُعتقد أن اتجاه المدافن مرتبط بحركة الشمس.
دخل جزء كبير من الموقع ضمن مطار الظهران (الذي يُعرف الآن بقاعدة الملك عبد العزيز الجوية)، والتوسع العمراني والصناعي لشركة أرامكو السعودية.

##### الأهمية
تدل الدراسات على أن مدافن جنوب الظهران كانت مستوطنة كبيرة يعود تاريخها إلى الألف الثالث قبل الميلاد. وتضم هذه المدافن حوالي 900 تل دفن، تختلف في أحجامها وأشكالها. وقد أظهرت عمليات التنقيب أن هذه المدافن كانت تستخدم لدفن الموتى على مدى فترات زمنية طويلة، بدءًا من الألف الثالث قبل الميلاد وحتى القرن السادس الميلادي.

## الآثار والمعثورات
أظهرت الأعمال التنقيبية لستين مدفن تقع داخل نطاق أحد مدرجات مطار الظهران سابقاً على عدد من المدافن التلالية ذات احجام واشكال مختلفة، وقد أظهرت أعمال التنقيب ان عدد كبير من هذه المدافن قد تم نهبها خلال عصور مختلفة، إلا ان المواد الأثرية التي عثر عليها تظهر غنى وتنوع حيث كشفت  عن مجموعة متنوعة من القطع الأثرية التي تعود إلى ثلاث فترات تاريخية مختلفة، أقدمها يعود إلى الألف الثالث قبل الميلاد، بينما تعود الفترة الثانية إلى بداية الألف الثاني قبل الميلاد، واستمر استخدام الموقع حتى نهاية القرن السادس الميلادي (2750 قبل الميلاد - 600م). من بين أهم المعثورات:
- الفخاريات:  كمية كبيرة من الفخار يُعرف بـ "الفخار الدلموني"، يشبه ما وُجد في مدافن البحرين، بالإضافة إلى فخار محلي الصنع.[2] ويشمل أواني بسيطة كالجرار الأسطوانية والأواني الإجاصية بأشكال مختلفة، بالإضافة إلى الأواني المضلعة والبربرية والرملية والرمادية المحروقة، وسلطانيات. كما عُثر على كميات كبيرة من الفخار الملون، ومجموعات مختلفة من الخرز بأشكال وأحجام وألوان ومواد متنوعة.
- الأواني الحجرية: بالإضافة إلى قشور بيض النعام التي كانت تُستخدم كأواني للماء، وسلال مطلية بالقار، وأدوات عاجية، وبعض المباخر.
- الأختام: عُثر على عشرة أختام، من بينها ختم لجمدة نصر، تحمل نقوشًا هندسية وحيوانية، كانت تُستخدم للتزيين والتوقيع على الوثائق.
- الحلي والمجوهرات: عُثر على مجموعة كبيرة من الحلي والمجوهرات المصنوعة من الذهب والفضة والنحاس والعاج والأصداف.
- الأدوات الحجرية: تضمنت الأدوات الحجرية رؤوس سهام ورماح ومكاشط، والتي كانت تستخدم في الصيد والزراعة.

تشير هذه الاكتشافات إلى عمق الترابط الحضاري والاقتصادي والثقافي بين أجزاء الخليج العربي، وتُعرف هذه الحضارة باسم الحضارة الدلمونية، حيث كان أصحاب هذه المدافن يضعون موتاهم في وسط القبور مع حوائجهم من أوانٍ وكنوز وقرابين كجزء من طقوسهم الدينية.

## معرض الصور

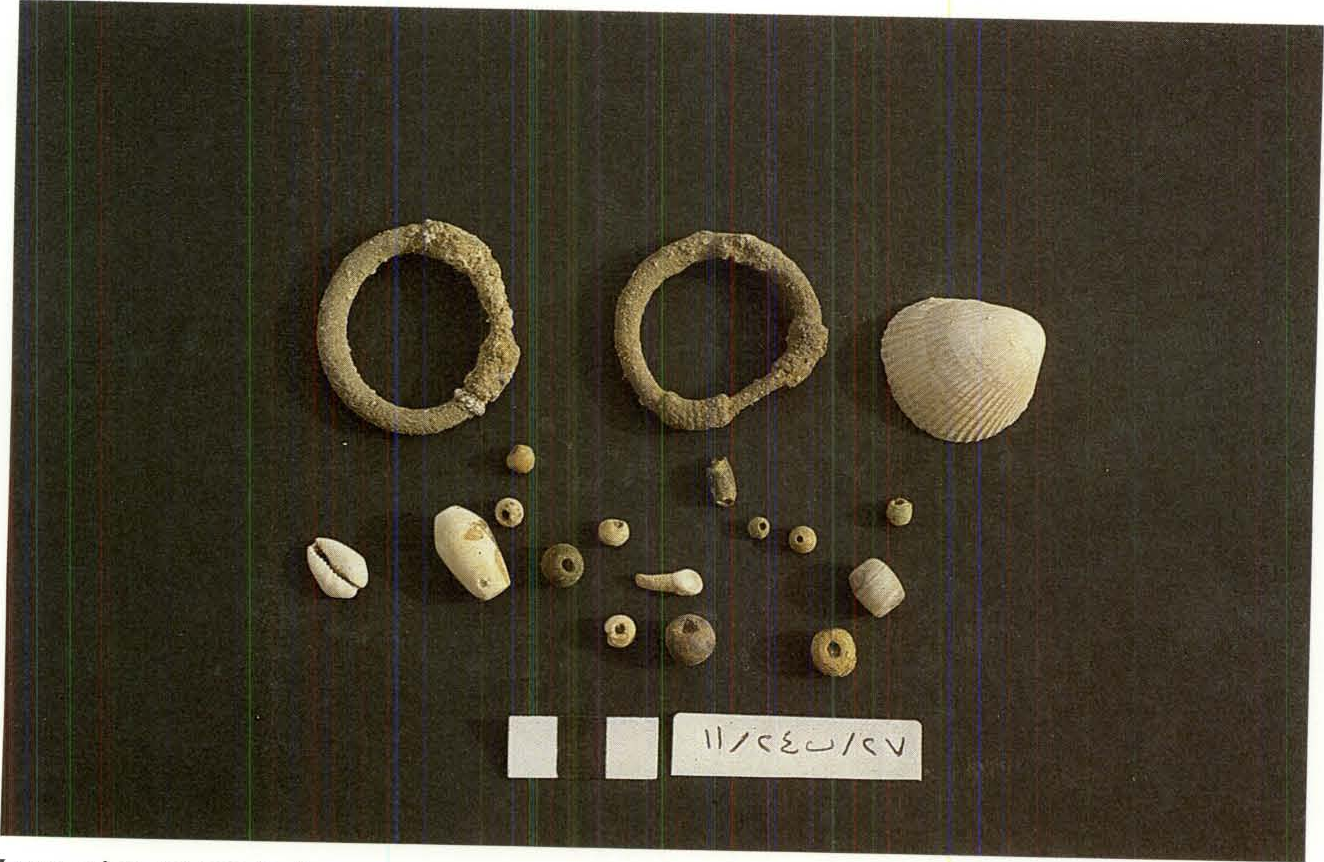
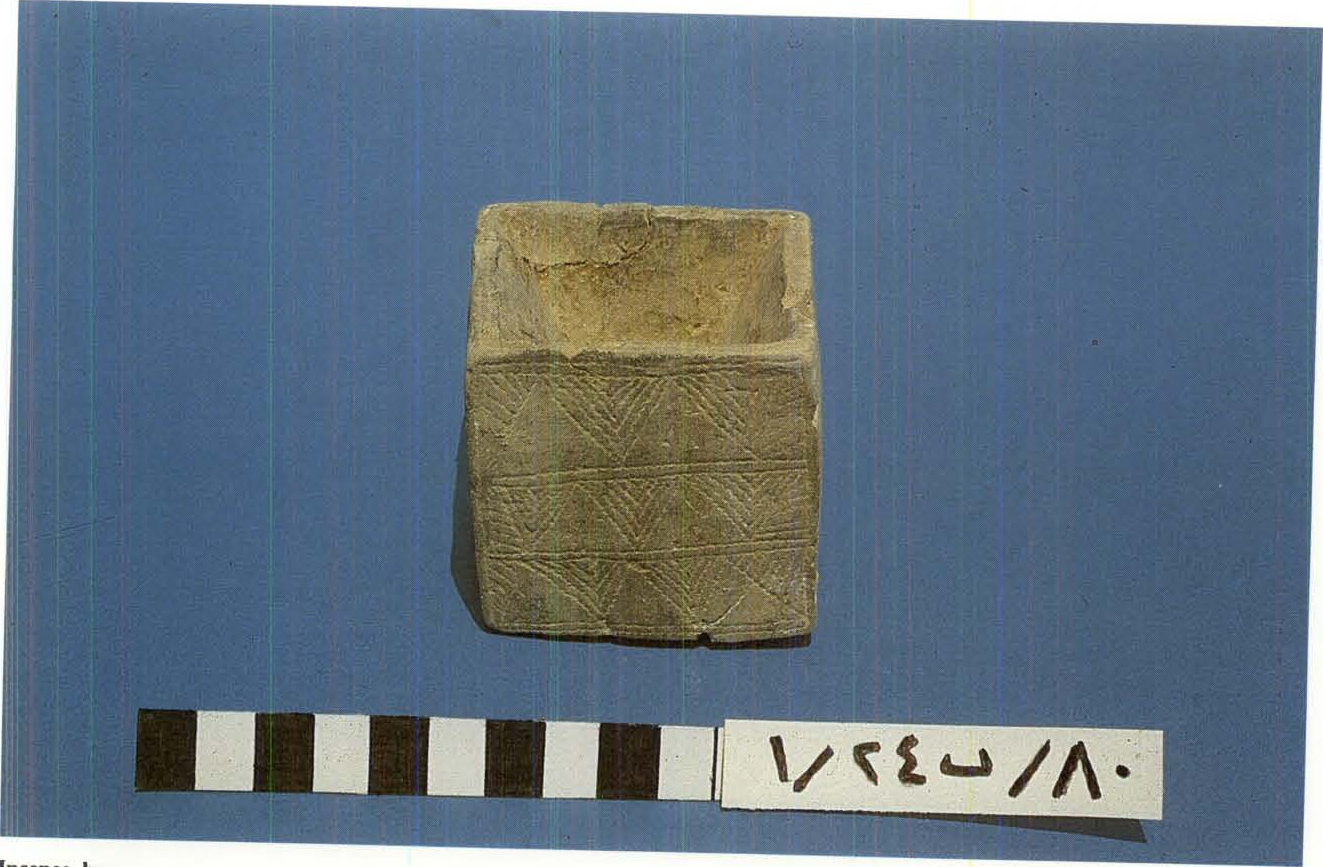
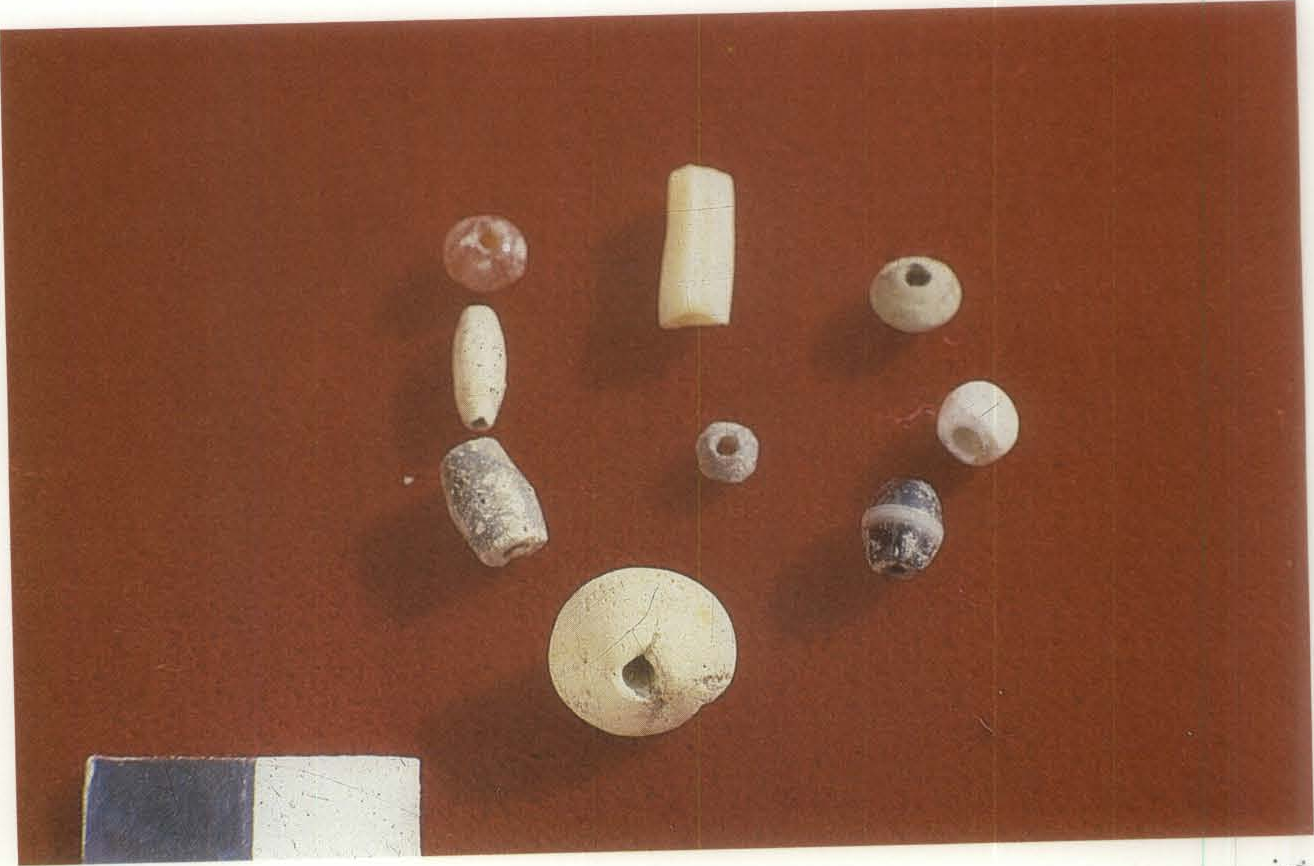
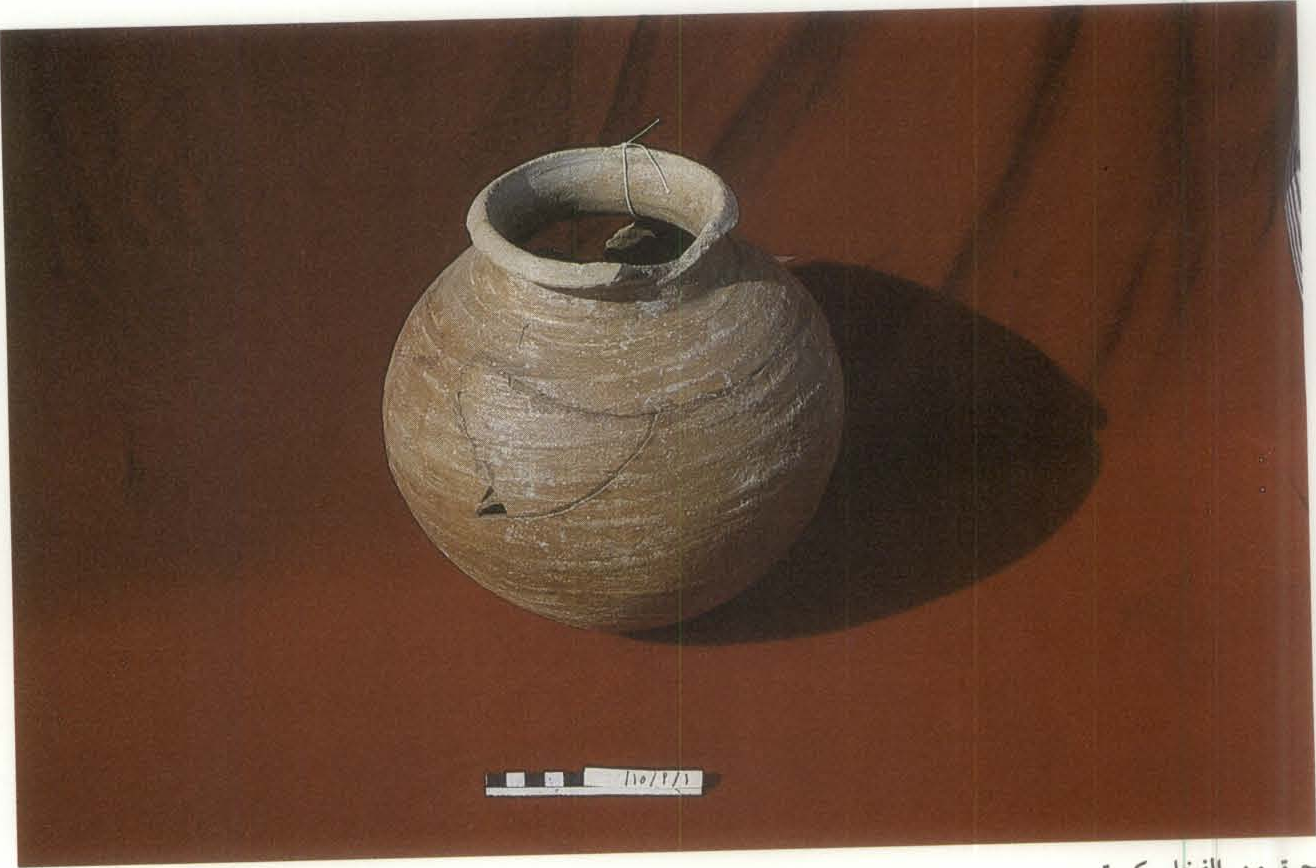
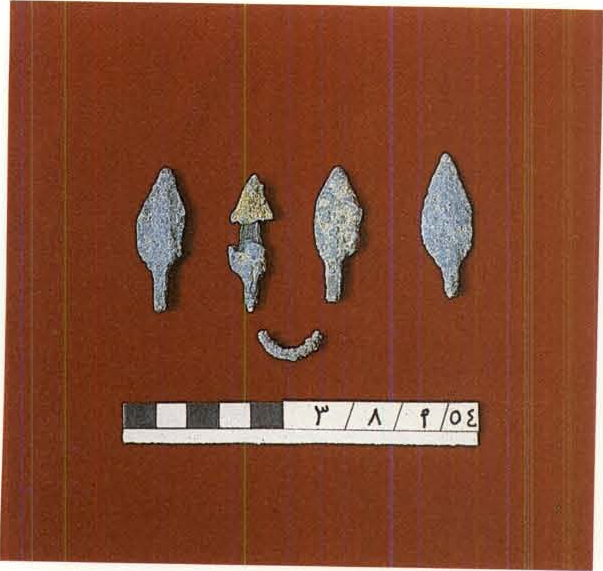
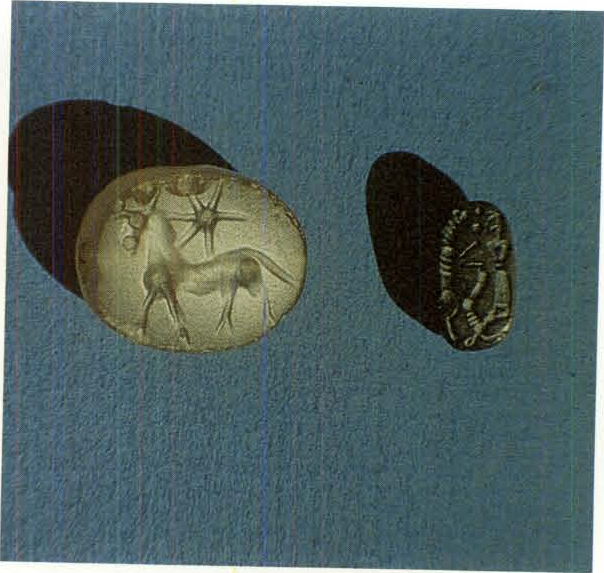
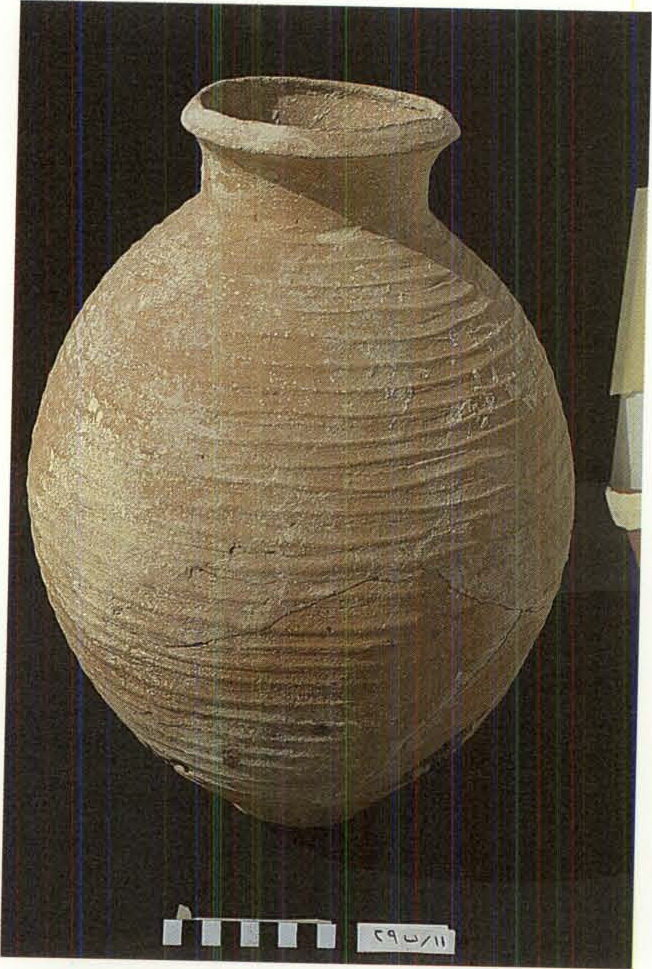
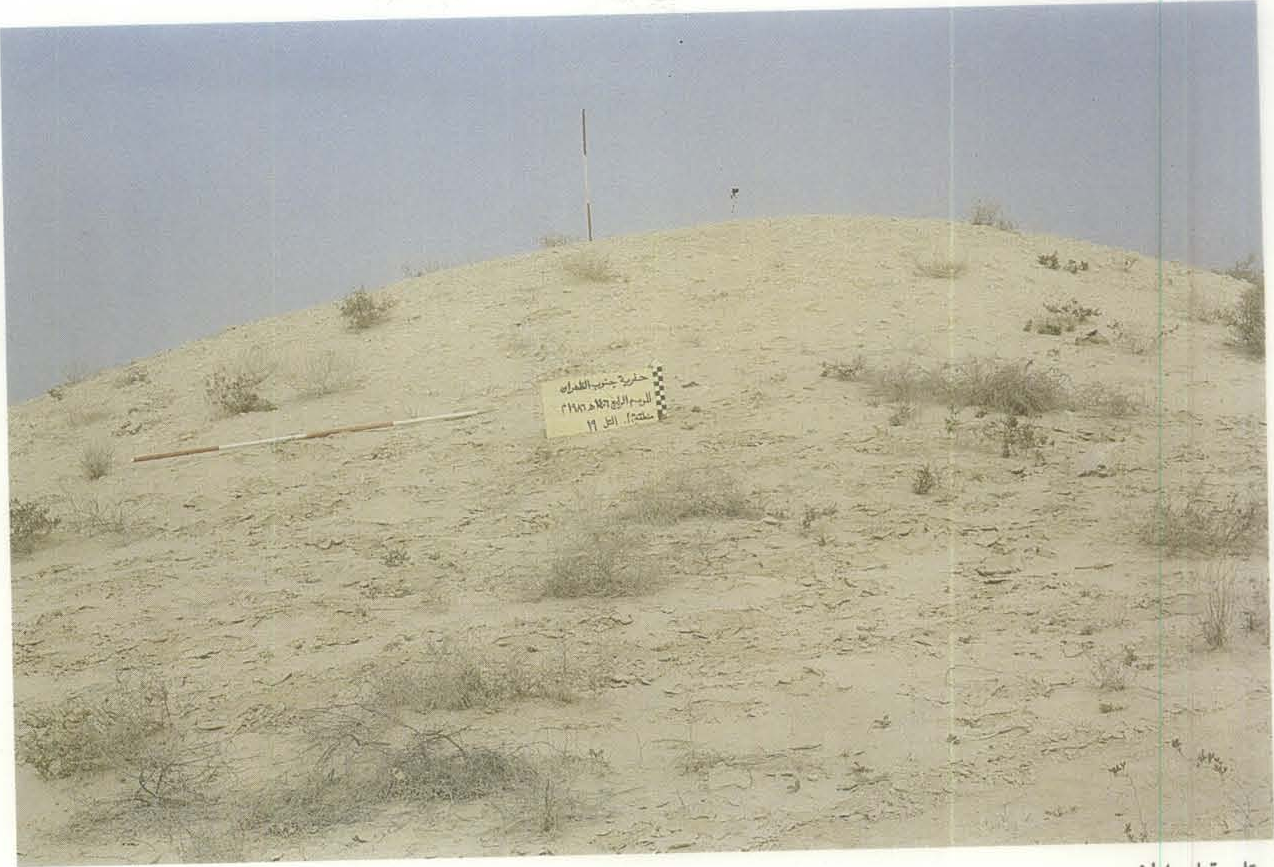
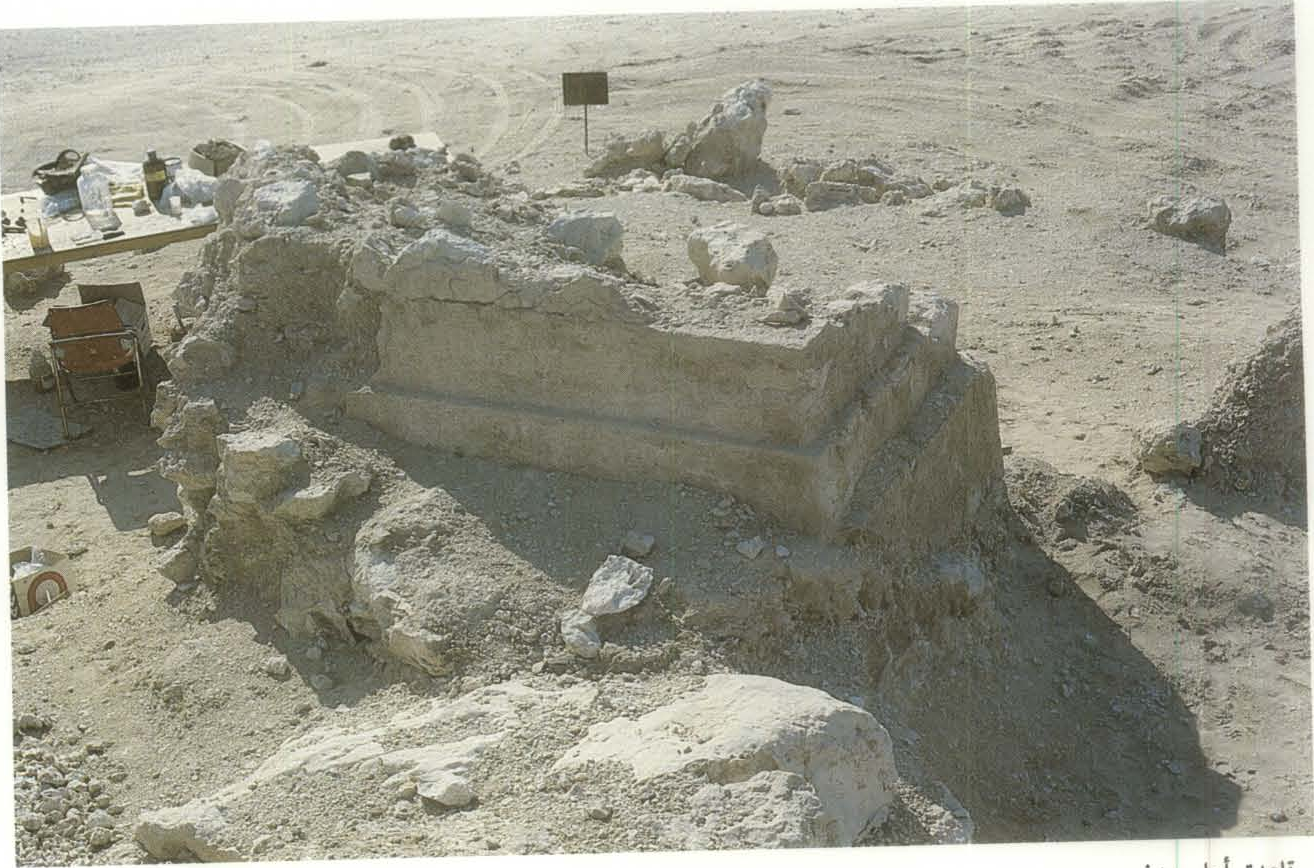
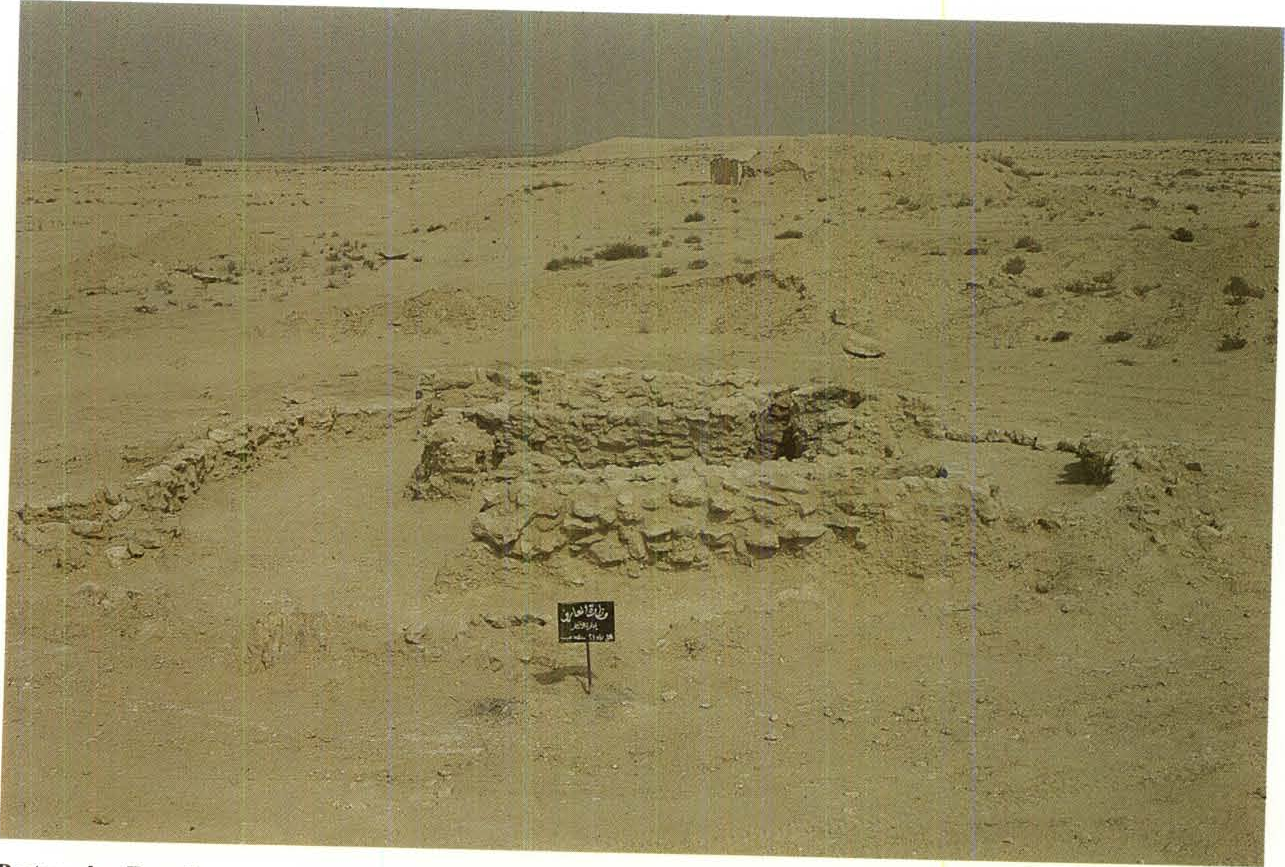
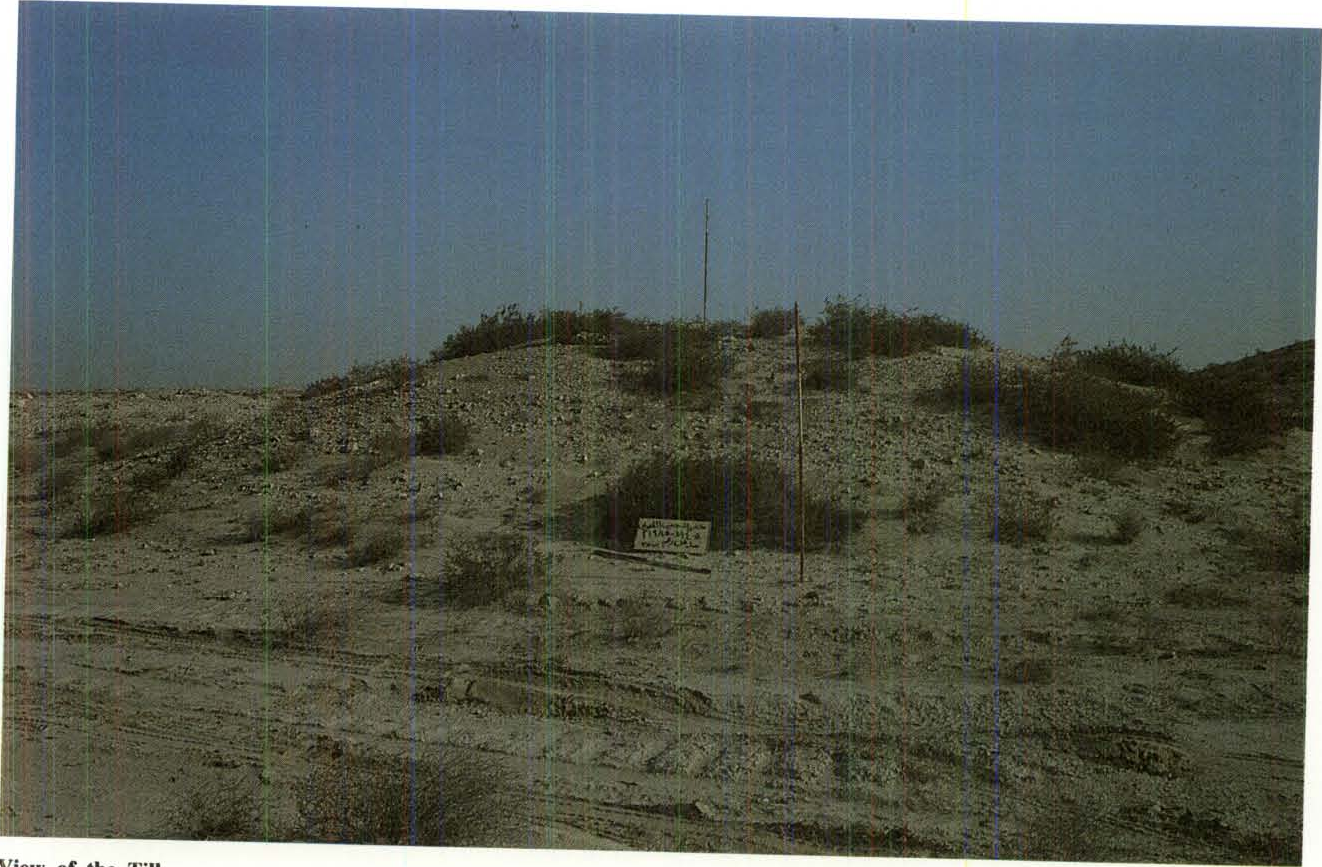
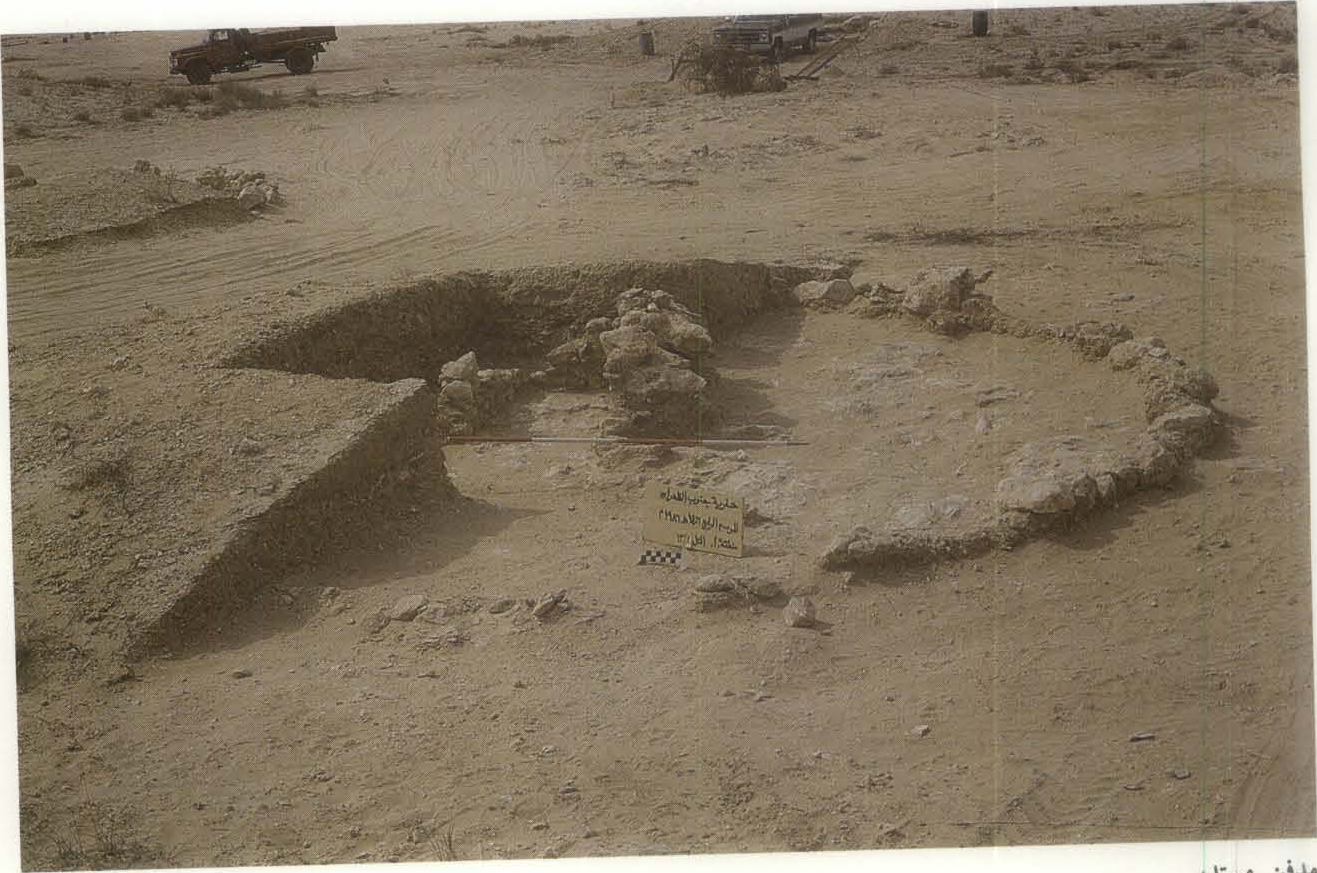
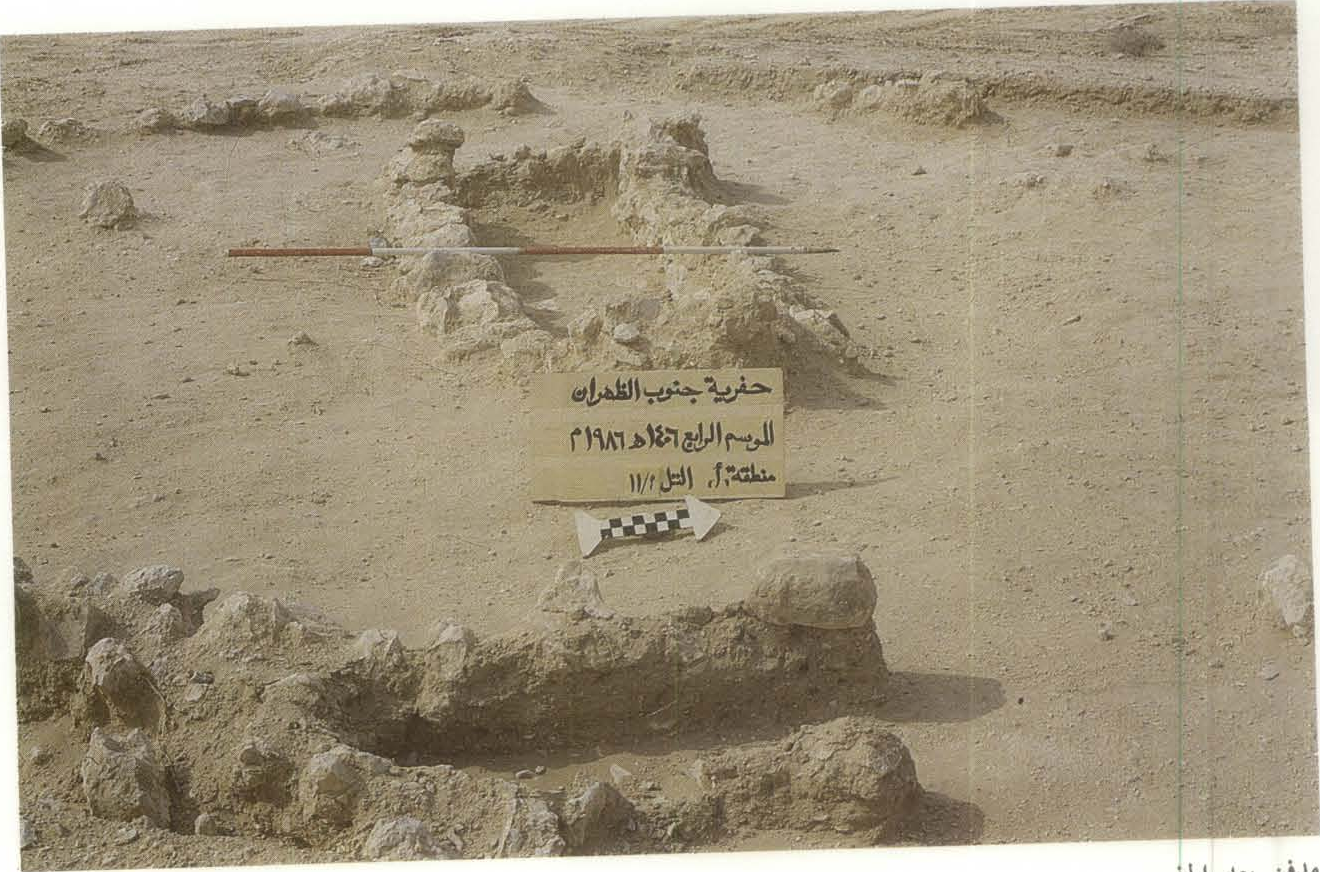

## انظر ايضاً
- الظهران
- مدفن جاوان
- مدافن دلمون
- ثاج

## وصلات خارجية
- مدافن الظهران الركامية.
- الكشف عن مدافن من خمسة الاف عام في جنوب الظهران، مجلة الدارة.